# Луковиці-Бжезькі
Луковиці-Бжезькі (пол. Łukowice Brzeskie) — село в Польщі, у гміні Скарбімеж Бжезького повіту Опольського воєводства.
Населення — 546 осіб (2011).

## Демографія
Демографічна структура станом на 31 березня 2011 року:
|          | Загалом | Допрацездатний вік | Працездатний вік | Постпрацездатний вік |
| -------- | ------- | ------------------ | ---------------- | -------------------- |
| Чоловіки | 272     | 49                 | 197              | 26                   |
| Жінки    | 274     | 58                 | 155              | 61                   |
| Разом    | 546     | 107                | 352              | 87                   |